# Conny Van Dyke
Conny Van Dyke (Nassawadox, 28 de septiembre de 1945-Los Ángeles, 11 de noviembre de 2023) fue una actriz y cantante estadounidense. 

## Biografía
Nacida en Virginia, pero criada en Detroit, hija de Charlotte Elizabeth Tyndall y Benjamin Van Dyke, hermana de Benjamin Van Dyke III. Cuando tenía 15 años, Van Dyke hizo grabaciones, trabajó como modelo e hizo su primera película: Among the Thorns con Tom Laughlin, Bill Wellman Jr. y Stephanie Powers.
Conocida por La mujer policía en 1974, Framed en 1975 y El simpático farsante en 1975.
Estuvo casada con Ernest Guerra, Emilio Acevedo, Douglas Dunham, Larry Coates, Robert Runyon Page y George Fisher. Fue madre de Bronson Page.
Falleció el 11 de noviembre de 2023 a los 78 años, por demencia vascular en Los Ángeles, California.

## Filmografía
- 1969, Hell's Angels '69
- 1974, La mujer policía
- 1975, Framed
- 1975, El simpático farsante
- 2004, Shiner